# 아드리아나 루비에르
아드리아나 루비에르(Adriana Louvier, 1980년 9월 18일 ~ )는 멕시코의 배우, 텔레비전 진행자이다.